# Смугастоволець білобровий
Смугастоволець білобровий (Parkesia motacilla) — вид горобцеподібних птахів родини піснярових (Parulidae). Поширений у Північній Америці.

## Поширення
Птах розмножується у східній частині Північної Америки від південної частини Канади й на південь через східну частину Сполучених Штатів, за винятком Флориди та узбережжя. Він перелітний, зимує в Центральній Америці та Вест-Індії. Мешкає в лісах, поблизу водойм, таких як болота, лагуни, кам’янисті струмки та річки. У зимових місцях його також можна знайти в мангрових заростях.

## Опис
Досить великий пісняр, завдовжки від 14 до 17 см, розмахом крил від 23 до 25,4 см і середньою вагою від 16,2 до 20,6 г. На голові корона коричнева з білою бровою. Його дзьоб загострений і темний. Горло з легкими чорно-білими смугами з вираженими смугами на грудях і боках, підхвістя і боки сірі, а ноги яскраво-рожеві. Його спина рівномірно коричнева. Обидві статі морфологічно подібні. 
Він тісно пов'язаний з Parkesia noveboracensis. Обидва види ходять, а не стрибають, і здається, що вони розгойдуються, коли трясуть задньою частиною тіла.

## Поведінка
Харчується комахами, дрібними ракоподібними, молюсками, дрібною рибою, іноді насінням. Ловить свою здобич у повітрі або шукає поживу на землі, часто вздовж краю водойми чи у воді. Вони також перевертають каміння та листя, щоб дістати заховану здобич.